# Лаготис Иконникова
Лаго́тис Ико́нникова (лат. Lagótis ikónnikovii) — вид двудольных растений рода Лаготис (Lagotis) семейства Подорожниковые (Plantaginaceae).
Впервые описан российским ботаником Борисом Константиновичем Шишкиным в 1955 году.

## Название
Латинское родовое название и его русская транслитерация происходят др.-греч. λαγός — заяц и др.-греч. οὖς (в род. п. ὠτός) — ухо; по сходству двураздельной чашечки цветка с ушами зайца.
Вид назван в честь советского и российского ботаника, специалиста по памирской флоре Сергея Сергеевича Иконникова (1931—2005).

## Ботаническое описание
Многолетнее травянистое растение, полностью голое, с вертикальным, утолщенным корневищем с многочисленными шнуровидными корнями. Стебли в числе 1—6 (до 10) от основания восходящие, простые, вверху с немногочисленными листьями, от 7 до 30 см высотой.

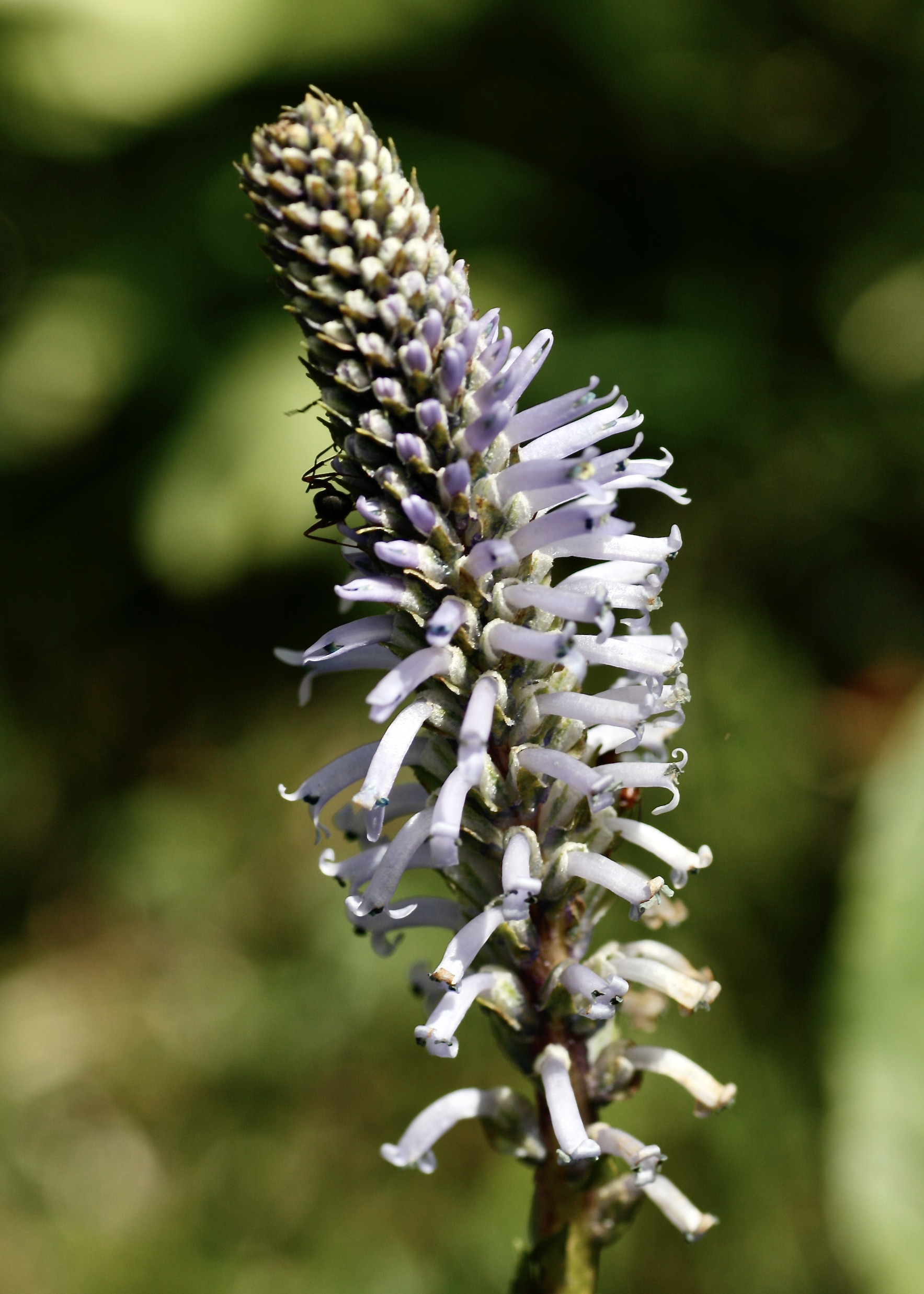
Соцветие

Листья у основания в числе 5—10 сидят на черешках значительно и немного короче листовой пластинки; по форме ланцетные или яйцевидно-ланцетные, наверху заострённые, к основанию постепенно суженные, цельнокрайние или с редкими треугольными, острыми, расставленными зубцами, 5—12 см длиной и 1—5 см шириной. Стеблевые листья сидячие, 1,5—4 см длиной и 0,7—1,5 см шириной, коротко заостренные, цельнокрайние или неясно зубчатые.
Соцветия на верхушке стебля от яйцевидных до продолговатых, густые, 2,5—6 (до 10) см высотой и 1,5—2 см в поперечнике. Цветки сидят в пазухах прицветников, которые у нижних цветков сходны с верхними стеблевыми листьями, у верхних более мелкие. Чашечка трубчатая, спереди расколотая, по краю реснитчатая. Венчик 7—10 мм длиной, грязновато-белый или голубоватый, при высыхании чернеющий; трубка венчика цилиндрическая, ниже середины почти под прямым углом изогнутая; отгиб в два-три раза короче трубки, верхняя губа на верхушке цельная или чуть выемчатая, нижняя — двураздельная на острые или тупые доли. Тычинки прикреплены у основания верхней губы; нити короткие; пыльники синие. Столбик длиннее трубки венчика.
Плод — двугнёздная, двусемянная, продолговатая, светло-коричневая коробочка 3,5—4 мм длиной, окруженная засохшими чашечкой и венчиком, содержащая два цилиндрической формы семени, одно из которых недоразвито.
Цветёт в июле — августе, плодоносит в августе — сентябре.

## Ареал
Средняя Азия: Памиро-Алай и Тянь-Шань на территориях Казахстана, Кыргызстана и Таджикистана.

## Экология
Произрастает группами или отдельными экземплярами на альпийских лугах (3000—4700 м над уровнем моря) в поясах степей, опустыненно-трагакантовых степей, высокогорных пустынь и криофильной растительности; на кобрезиевых лужайках, в группировках котовника, на моренах, осыпях, по берегам рек и ручьёв, на щебнистых и каменистых увлажненных склонах, на моренах, осыпях, галечниковых отмелях, иногда на такырах. Всюду редко.

## Применение
Перспективен как декоративное растение. Скотом не поедается.

## Классификация

### Таксономия
Lagotis ikonnikovii Schischk., 1955, Bot. Mater. Gerb. Bot. Inst. Komarova Akad. Nauk S.S.S.R. 17: 380.
Вид лаготис Иконникова относится к роду Лаготис (Lagotis) из трибы Veroniceae семейства Подорожниковые (Plantaginaceae) порядка Ясноткоцветные (Lamiales).
Кладограмма в соответствии с Системой APG IV:
|  |                          |  |                                   |                                   |                          |  | еще 23 семейства | еще 23 семейства |                        |  |  |  | ещё 31 подтвержденный вид и 3 вида, ожидающих подтверждения |
|  |                          |  |                                   |                                   |                          |  | еще 23 семейства | еще 23 семейства |                        |  |  |  | ещё 31 подтвержденный вид и 3 вида, ожидающих подтверждения |
|  |                          |  |                                   | порядок Ясноткоцветные            |                          |  |                  |                  | род Лаготис            |  |  |  |                                                             |
|  |                          |  |                                   | порядок Ясноткоцветные            |                          |  |                  |                  | род Лаготис            |  |  |  |                                                             |
|  | клада Цветковые растения |  |                                   |                                   | семейство Подорожниковые |  |                  |                  | вид Лаготис Иконникова |  |  |  |                                                             |
|  | клада Цветковые растения |  |                                   |                                   | семейство Подорожниковые |  |                  |                  |                        |  |  |  |                                                             |
|  |                          |  | ещё 63 порядка цветковых растений | ещё 63 порядка цветковых растений |                          |  |                  | еще 106 родов    | еще 106 родов          |  |  |  |                                                             |
|  |                          |  |                                   | ещё 63 порядка цветковых растений |                          |  |                  |                  | еще 106 родов          |  |  |  |                                                             |